# Antun Kresina
Antun Kresina (Anton, Ante), (Kresini, župa Žminj, 25. listopada 1934. – Rijeka, 21. veljače 1990.), hrvatski teolog i bibličar. Bio je profesor teologije. Mnogo je pridonio hrvatskoj biblijskoj znanosti.

## Životopis
Rođen u Kresinima, župa Žminj. 1959. godine primio je svećeničke zavjete. Na godinj je diplomirao je i položio na KBF-u u Zagrebu licencijat iz teologije. Godine 1962. u Rimu na Papinskome biblijskome institutu položio je licencijat iz biblijskih znanosti. Tri godine poslije doktorirao je na Papinskome sveučilištu "Gregoriani". Doktorska teza nosila je naslov "O kršćanskoj duhovnoj zrelosti kod sv. Pavla". Poslije studija predavao je u Zadru Sv. pismo na Višoj bogoslovskoj školi. Od 1966./67. do smrti predavao je u Rijeci na Visokoj bogoslovskoj školi. Odgojio je brojne naraštaje studenata. Autor je većeg broja knjiga i znanstvenih radova. Upamćen po stotinama održanih predavanja. Bio je dio sjajnog niza znamenitih hrvatskih istarskih svećenika druge polovice 20. st.: Josipa Turčinovića, Alde Starića (uređivao Kršćansku sadašnjost), Antuna Heka (ravnatelj Pazinskoga kolegija i Antun Kresina. Svima je bilo zajedničko da su laserskom preciznošću uočavali problem i istom ga točnošću secirali i rješavali, čime je istarska Crkva znato pridonijela cjelokupnoj Crkvi u Hrvata. Bio je član Kršćanske sadašnjosti. Suradnik na projektu Zagrebačke Biblije.
U djelu Čovjek s onu stranu stvari razglaba rečenicu nobelovca Heisenberga "Znanost može bez religije i religija može bez znanosti, ali čovjek ne može bez jedne i druge." Kresina se bavi momentom rađanjem osobnog čovjekova iskustva pri susretu znanosti i vjere u njemu, želeći uskladiti te dvije dvaju zbiljnosti i ponuditi razmišljanja o novom znanstveno-filozofskom modelu: "holističkom i organizmičkom, koji bi uvažavao činjenicu da su svijet i čovjek u sebi jedna stvarnost, te da ih ne valja cijepati uime principa znanstveno-filozofskih modela koji dijele čovjeka i svijet od prirode, znanost od mistike, te stvarnim priznaju jedino ono što je izmjerljivo i svodivo na poznate fizikalne zakone."
Umro je u Rijeci, a pokopan je u obiteljskoj grobnici u žminjskoj župi.

## Djela
- Svitanje iza Golgote[3]
- O Bože žeže tvoja riječ, rukovet biblijskih razmišljanja koja su izlazila pod općim naslovom: »Kako čitati Bibliju«? u kršćanskoj obiteljskoj reviji »Kani« od 1986. do Antine smrti 1990.[4]
- Čovjek s onu stranu stvari[2]
- Poslanje egzegeze u Katoličkoj crkvi (preveli Ante Kresina, Zvonimir Izidor Herman i Mario Cifrak)[5]

## Vanjske poveznice
- Bogoslovska smotra 43 (1973.) Ante Kresina: Stanje biblijskih znanosti poslije Drugoga Vatikanskog sabora